# Спектрохімія

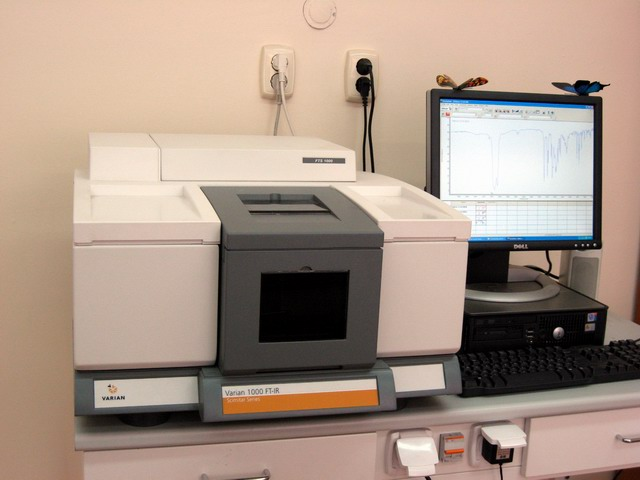
Сучасний ІЧ спектрометр.

Спектрохімія (англ. spectrochemistry) — область хімії, в якій вивчається взаємодія електромагнітного випромінення з речовиною, коли ця взаємодія не викликає хімічних змін речовини.
Спектрохімія — це застосування спектроскопії в кількох галузях хімії. Вона включає аналіз спектрів з хімічної точки зору та використання спектрів для визначення структури хімічних сполук, а також для якісного та кількісного аналізу їхньої присутності у зразку. Це метод хімічного аналізу, який базується на вимірюванні довжин хвиль та інтенсивності електромагнітного випромінювання.

## Історія
Лише в 1666 році Ісаак Ньютон показав, що біле світло від сонця може розсіюватися на безперервний ряд кольорів. Тож Ньютон ввів поняття, яке він назвав спектром, щоб описати це явище. Він використовував невелику апертуру для визначення променя світла, лінзу для його колімації, скляну призму для його розсіювання та екран для відображення результуючого спектру. Аналіз світла Ньютоном став початком науки спектроскопії. Пізніше стало зрозуміло, що сонячне випромінювання може мати компоненти поза видимою частиною спектра. У 1800 році Вільям Гершель показав, що сонячне випромінювання поширюється в інфрачервоному діапазоні, а в 1801 році Йоганн Вільгельм Ріттер також зробив подібне спостереження в ультрафіолетовому діапазоні. Йозеф фон Фраунгофер розширив відкриття Ньютона, спостерігаючи, як спектр сонця, коли він достатньо розсіюється, блокується тонкими темними лініями, які зараз відомі як лінії Фраунгофера. Фраунгофер також розробив дифракційну решітку, яка розсіює світло так само, як і скляна призма, але з деякими перевагами. Застосування інтерференції світла за допомогою дифракції за допомогою дифракції забезпечило пряме вимірювання довжин хвиль дифрагованих променів. Таким чином, розширивши дослідження Томаса Юнга, яке продемонструвало, що світловий промінь, що проходить через щілину, утворює візерунки зі світлих і темних країв, Фраунгофер зміг безпосередньо виміряти довжини хвиль спектральних ліній. Однак, незважаючи на свої величезні досягнення, Фраунгофер не зміг зрозуміти походження особливої лінії, в якій він спостерігав. Лише через 33 роки після його смерті Густав Кірхгоф встановив, що кожен елемент і сполука мають свій унікальний спектр, і що, вивчаючи спектр невідомого джерела, можна визначити їх хімічний склад, і завдяки цим досягненням спектроскопія стала справді науковим методом аналізу структур хімічних сполук. Тому, визнавши, що кожен атом і молекула мають свій спектр, Кірхгоф і Роберт Бунзен створили спектроскопію як науковий інструмент для дослідження атомних і молекулярних структур і заснували галузь спектрохімічного аналізу для аналізу складу матеріалів.